# Estreito dos Tigres
Estreito dos Tigres är en sund i Angola.   Den ligger i provinsen Namibe, i den sydvästra delen av landet, 900 kilometer söder om huvudstaden Luanda.
Runt Estreito dos Tigres är det mycket glesbefolkat, med 2 invånare per kvadratkilometer.